# Aguilar de Bureba
Aguilar de Bureba – gmina w Hiszpanii, w prowincji Burgos, w Kastylii i León, o powierzchni 9,45 km². W 2011 roku gmina liczyła 66 mieszkańców.